# Aribert von Mailand

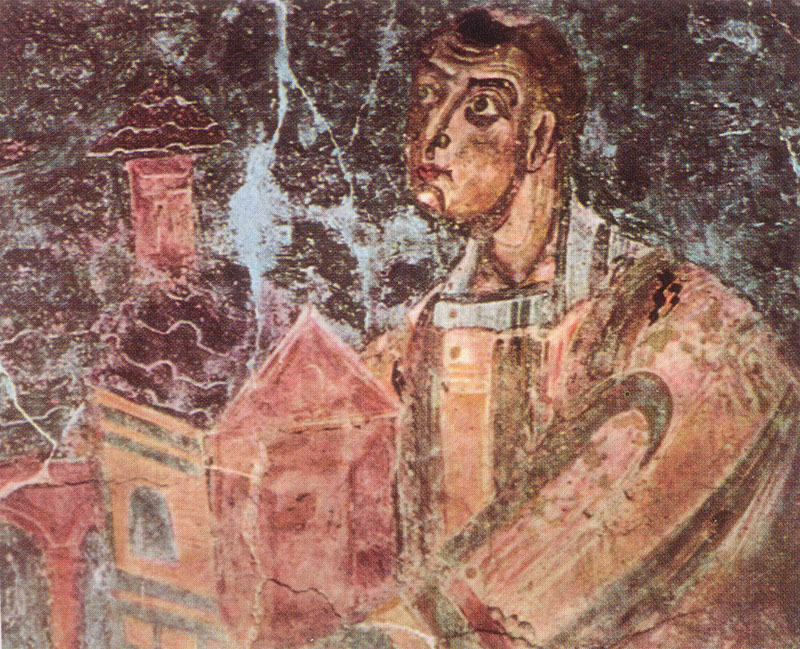
Aribert trägt ein Modell der Basilika, Fresko in der Apsis der Basilika von Cantù

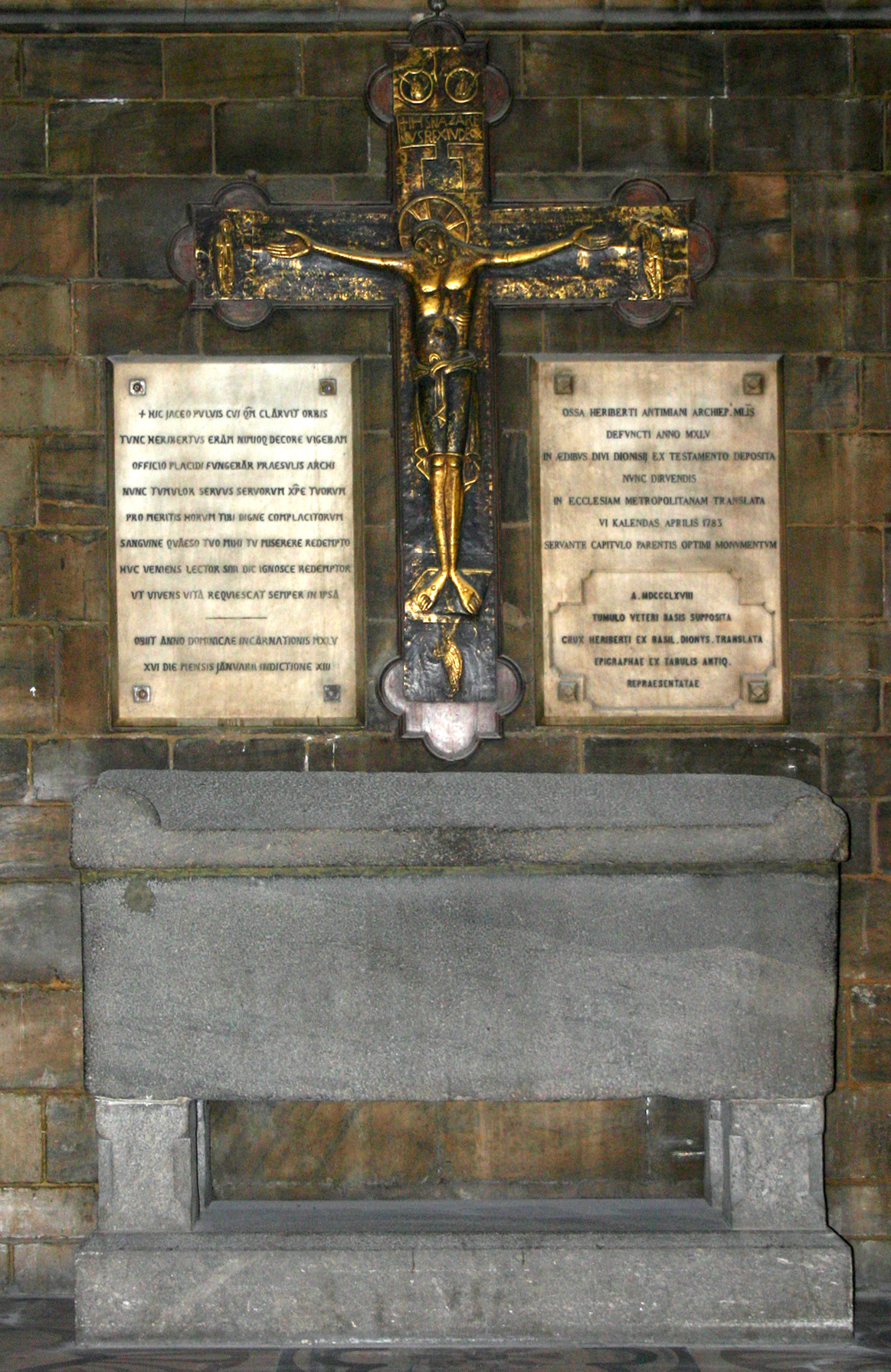
Grab Ariberts in der Basilica di San Dionigi

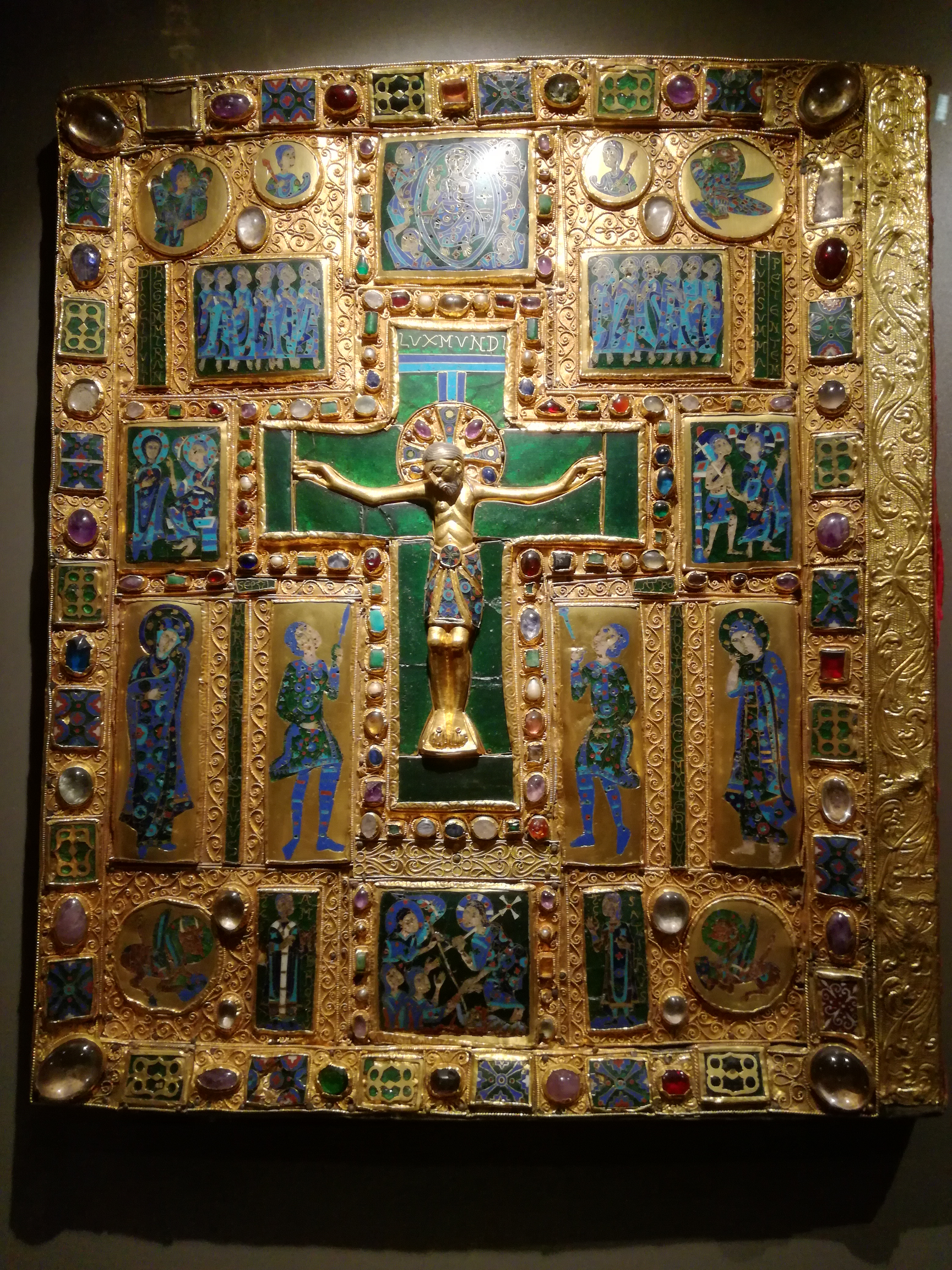
Das um 1030–1040 entstandene Evangeliar Ariberts, das der Erzbischof selbst stiftete, wie aus seiner Namensnennung auf dem rückwärtigen Buchdeckel hervorgeht; Holz und Goldblech, 42,6 × 33,5 cm, heute in der Domschatzkammer Santa Maria Nascente, bekannt als Mailänder Dom

Aribert von Mailand, vor allem in der älteren Literatur auch Aribert von Intimiano oder Antemiano (* zwischen 970 und 980; † 16. Januar 1045), war von 1018 bis 1045 Erzbischof von Mailand.

## Leben und Werk
Aribert wurde zwischen 970 und 980 in eine Familie geboren, die Besitztümer in Intimiano und im Bergamasker Gebiet hatte. Sein Vater war ein gewisser Gariardo, Sohn des Wipaldo „de loco Antegnano“, seine Mutter Berlinda. Beide starben vor 1034. Aribert hatte drei Brüder, nämlich Adecherio, Gariardo und Alberico. Letzterer heiratete Ermengard, Tochter des Bovone, Iudex der Stadt Pavia. Spätestens 998 wurde Aribert Subdiakon der Mailänder Kirche und ab 1007 Custos der Pfarrkirche von Galliano nahe Intimiano.
Er wurde 1018 zum Erzbischof von Mailand gewählt, am 28. März, vier Monate und vier Tage nach dem Tod seines Vorgängers, konsekriert. Insbesondere in der ersten Hälfte seiner Amtszeit betrieb er eine bischöfliche Reformpolitik. So befürwortete er 1022 die Beschlüsse der Synode von Pavia gegen den Konkubinat des Klerus. Er förderte die Gründung von Kanonien und band die Klöster enger an das Erzbistum, ein Vorgehen, das Teil seiner Politik der Rückgewinnung des bischöflichen Territoriums war. So unterwarf er dem Erzbistum vollständig das Kloster S. Vincenzo, das von sich behauptete, exemt zu sein, vor allem aber entstanden neue Klöster. Aribert vertrat deutlich episkopalistische Ideen, deren äußerer Ausdruck die Translation, respektive Auffindung der Reliquien dreier Mailänder Bischöfe war. Dies betraf Giovanni Bono, den Bischof Mailands in der Langobardenzeit, der nach Genua gehen musste. Damit erhob Mailand Ansprüche auch in Ligurien. Als Erzbischof erhielt er von Konrad II. das Recht, den Bischof von Lodi zu investieren, was er mit Waffengewalt durchsetzte. In der Diözese Asti unterdrückte er die als Häresie bezeichnete Bewegung von Mon(te)forte. Er lud zunächst zu einem Disput, wo ein gewisser Girardo erschien, der jedoch nicht zu überzeugen war. So wurde das Kastell erobert und die Bewohner als Gefangene nach Mailand gebracht. Als sie versuchten, dort Anhänger zu gewinnen, wurden sie verbrannt.
Mit dem Erzbischof von Ravenna führte er eine italienische Gesandtschaft an, die Heinrich II. darum bat, nach Italien zu kommen. Im Dezember 1021 war er unter den Ersten, die Heinrich in Verona empfingen. Er nahm im August 1022 an der Synode von Pavia teil. Nach Heinrichs Tod 1024 unterstützte er dessen Nachfolger Konrad II. Der Erzbischof kam 1025 nach Konstanz und erkannte Konrad als neuen König an. Ein Jahr später krönte er den Salier, den er gleichfalls in Verona empfing, in Mailand zum König von Italien. Gemeinsam gingen die beiden gegen Pavia vor. Er begleitete Konrad auch 1026 zur Kaiserkrönung nach Rom. Durch die enge Zusammenarbeit mit Konrad konnte er seine Stellung in Oberitalien festigen. Doch kam es zum Streit mit dem Erzbischof von Ravenna, als dieser sich zur Rechten des Kaisers aufstellte, während der päpstliche Hofstaat vom Lateran zum Vatikan zog. Der beleidigte Aribert zog sich zurück und überließ seinen Posten Arderich von Vercelli, selbst als Konrad öffentlich erklärte, dass dem Mailänder Erzbischof, dem das Recht der Königskrönung zustand, auch das Recht zustehe, den König dem Vikar von San Pietro zur Kaiserkrönung zu präsentieren. Der Streit wurde durch ein eigens einberufenes Konzil wenige Tage später zugunsten des Mailänders entschieden, wenn man Arnolfo (11,3) folgt. Da 1027 der Patriarch von Aquileia diese Stellung beanspruchte, erheben sich Zweifel daran, ob diese Darstellung des Chronisten zutreffen kann. Als Aribert den Tod des Bischofs von Lodi zu nutzen versuchte, um einen eigenen Kandidaten durchzusetzen, griffen die Bewohner der Stadt zu den Waffen. Der Erzbischof selbst kämpfte unter den Mauern der Stadt, die schließlich nachgeben musste. Von 1028 bis 1033 dehnte der Erzbischof sein Interessengebiet bis nach Talamona (Valtellina) im Norden aus, wo er einen Hof und Güter von Rebaldo und Cesaria di Comazzo erwarb. Sein Neffe Girardo konzentrierte sich hingegen auf das Gebiet von Cremona.
Die guten Beziehungen zu Heinrich und Konrad gipfelten im Jahr 1034, als Aribert Anführer eines militärischen Kontingents war, das Konrad bei einem Kriegszug nach Burgund unterstützte und sich gegen Graf Otto I. von Champagne richtete. Als Aribert nach Mailand zurückkehrte, wo er schon aufgrund seiner Hilfe in Zeiten des Hungers und anhaltender Trockenheit großen Rückhalt genossen hatte, waren die örtlichen Verhältnisse stark verändert. Die Capitani waren gegen ihn aufgebracht, weil er ihren Rat zu wenig eingeholt hatte – „paululum dominabatur omnium suum considerans non aliorum animum“, wie Arnolfo (II, 10) formuliert –, die anderen, weil sie sich von den Lasten des Unternehmens jenseits der Alpen auch Vorteile versprochen hatten. Die Valvassoren lösten eine Auseinandersetzung mit dem Adel aus, mit dem der Erzbischof auf das engste verbunden war. Aribert bemühte sich um Ausgleich, jedoch ohne Erfolg. Die Valvassoren verließen die Stadt und fanden Unterstützung beim ländlichen Adel von Seprio und der Martesana. Aus der Schlacht von Campomalo, an der auch Aribert teilnahm, ging weder die eine noch die andere Partei als Siegerin hervor. Möglicherweise suchten beide Parteien um Unterstützung bei Konrad II. nach. Ariberts Verhalten war der unmittelbare Anlass für den Valvassorenaufstand gewesen, denn ein angesehener Valvassor hatte seinetwegen sein Lehen verloren. Er bat daraufhin seine Standesgenossen um Unterstützung.
In den folgenden Jahren kam es zum Bruch der guten Zusammenarbeit zwischen dem Mailänder Erzbischof und Konrad. Konrad zog wegen des Valvassorenaufstandes 1036/37, den Aribert nicht hatte unterdrücken können, nach zehn Jahren zum zweiten Mal nach Italien. In Mailand wurde Konrad zunächst von Aribert im Januar oder Februar 1037 feierlich empfangen. Es entstand jedoch ein Tumult, für den der Kaiser den Erzbischof verantwortlich machte. Aribert II. wurde von Konrad auf einem Hoftag von Pavia im März 1037 inhaftiert und zur Überwachung Poppo von Aquileia und dem Herzog Konrad von Kärnten übergeben. Nach einigen Wochen gelang ihm jedoch die Flucht aus der Haft. Konrad belagerte erfolglos Mailand. Aribert versuchte wohl im zweiten Halbjahr 1037 vergeblich, Odo von der Champagne als neuen König von Italien zu installieren. Dieser starb jedoch am 15. November 1037. Zu Ostern im März 1038 wurde Aribert von Papst Benedikt IX. exkommuniziert. In Italien blieb jedoch beim Abzug Konrads die Situation ungeklärt.
Nach Konrads Tod am 4. Juni 1039 unterwarf Aribert sich Heinrich III. 1040 auf einem Hoftag in Ingelheim und huldigte ihm als neuem Herrscher. 1042 jedoch vertrieben die Mailänder Cives die Capitane und Valvassoren zusammen mit dem Erzbischof. Diesem gelang zwar die Rückkehr, doch starb er wenig später.

### Ältere biografische Werke
- Carlo Castiglioni: Ariberto, Brescia 1947 (Castiglioni war Prefetto der Biblioteca Ambrosiana).
- Cesare Manaresi: Notizie sulla famiglia di Ariberto, in: Archivio storico lombardo XLIX (1922) 394–396.
- Erich Wunderlich: Aribert von Antimiano Erzbischof von Mailand, Diss., Halle 1914.
- Pietro Rotondi: Ariberto d’Intimiano arcivescovo di Milano, in: Archivio storico lombardo, n. s., XVIII (1863) 54–89.

### Kommunalbewegung, Mailand
- Gian Luigi Barni: Dal governo del vescovo a quello dei cittadini, in: Storia di Milano, Bd. III: Dagli albori del comune all’incoronazione di Federico Barbarossa, 1002–1152, Fondazione Treccani degli Alfieri per la Storia di Milano, Mailand 1954, S. 22, 33 ff, 39 ff, 65, 85; n. 3, 91.
- Alfredo Bosisio: Storia di Milano, Mailand 1958, S. 75ff.
- Alfredo Bosisio: Prospettive storiche sull’età precomunale e comunale in Milano negli studi più recenti, in Archivio Storico Italiano XCIV (1956) 201–216.
- Cinzio Violante: La Pataria milanese e la riforma ecclesiastica, Bd. I: Le premesse: 1045–1057, Rom 1955, passim.
- Cinzio Violante: La società milanese nell’età precomunale, Bari 1953, S. 171 ff, 186; n. 49, 194, 204, 236.
- Ginevra Zanetti: Il comune di Milano dalla genesi del consolato fino all’inizio del periodo podestarile, Mailand 1935, passim.
- Alfredo Bosisio: Origini del Comune di Milano, Messina, Mailand 1933, passim.
- Francesco Schupfer: La società milanese all’epoca del risorgimento del Comune, Mailand 1876, S. 66–90 (nimmt an, das Ziel Ariberts sei die Gründung einer Kommune unter seiner Führung gewesen (S. 69)).

### Verhältnis zum römisch-deutschen Reich
- Christoph Dartmann: Italienische Bischöfe und ostfränkisch-deutsche Kaiser. Ein exzentrischer Blick auf das Imperium der Ottonen und Salier. In: Wolfram Drews (Hrsg.): Die Interaktion von Herrschern und Eliten in imperialen Ordnungen des Mittelalters (= Das Mittelalter. Perspektiven mediävistischer Forschung. Beihefte, Bd. 8). De Gruyter, Berlin 2018, S. 212–228, ISBN 3-11-057255-9.
- Cinzio Violante, Aspetti della politica italiana di Enrico III prima della sua discesa in Italia (1039–1046), in Rivista Storica Italiana LXIV (1952) 157–176, 293–314.
- Maximilian Pfenninger: Kaiser Konrads Beziehungen zu Aribo von Mainz, Pilgrim von Köln und Aribert von Mailand, Lindner, Breslau 1891, S. XXXV–XLIII (Digitalisat).
- Siegfried Hirsch: Jahrbücher des deutschen Reichs unter Heinrich II., Bd. III, Duncker & Humblot, Leipzig 1875, S. 137, 195, 214, 217 (zur angeblichen Ehe Ariberts).
- Ernst Steindorff: Jahrbücher des deutschen Reichs unter Heinrich III., Bd. I, Leipzig 1874, passim.
- Harry Bresslau: Jahrbücher des deutschen Reichs unter Konrad II., Bd. I, Leipzig 1879, Duncker & Humblot, 1967, S. 71, 79 ff., 108, 122, 124, 133, 138, n. 3, 139, 144, 148 n. 4, 149, 318, 417, 453s.; II, ibid. 1884, passim

### Klöster
- Piero Zerbi: Monasteri e Riforma a Milano. Dalla fine del secolo X agli inizi del XII, in: Aevum (1950) 44–53, 160–176, erneut in Ecclesia in hoc mundo posita, Mailand 1993, S. 217–251.
- Emilio Nasalli Rocca di Cornegliano: Un’antica dipendenza dell’arcivescovo milanese, l’abbazia di S. Salvatore e S. Gallo di Tolla, in: Studi in onore di C. Castiglioni, Mailand 1957, S. 591–612.

### Kunstgeschichte
- Angelo Repossi: La Basilica di S. Vincenzo in Galliano Presso Cantù, in: Ambrosius (1927) 258 ff.
- Giulio R. Ansaldi: Gli affreschi della Basilica di S. Vincenzo in Galliano, Mailand 1949, S. 25 ff.
- Angelo Paredi: Le miniature del sacramento di Ariberto, in Studi in onore di Carlo Castiglioni, Mailand 1957, S. 697–717.